# Paul Yao-Ndré
Paul Yao-Ndré, auch Paul Yao-N’Dré, (* 29. Dezember 1956 in Gogobro, Hiré-Divo) ist ein ivorischer Politiker.
Yao-N’Dré, außerordentlicher Professor für Rechts- und Politikwissenschaften, saß in der 2005 beginnenden Wahlperiode für die Front Populaire Ivoirien (FPI) als Vertreter der Kommune und Sub-Präfektur Hiré (Departement: Divo / Region: Sud-Bandama) im ivorischen Parlament. Dort gehörte er dem Ausschuss für allgemeine Angelegenheiten und Institutionelles (Commission des Affaires Générales et Institutionnelles) an.
Er ist seit August 2009 Präsident des Verfassungsrates und gilt als Anhänger von Laurent Gbagbo.
Seine Ernennung zum Präsidenten des Verfassungsrats wurde von der Opposition als Eingriff in die Neutralität der Wahlgerichtsbarkeit kritisiert.